# Aequorea victoria

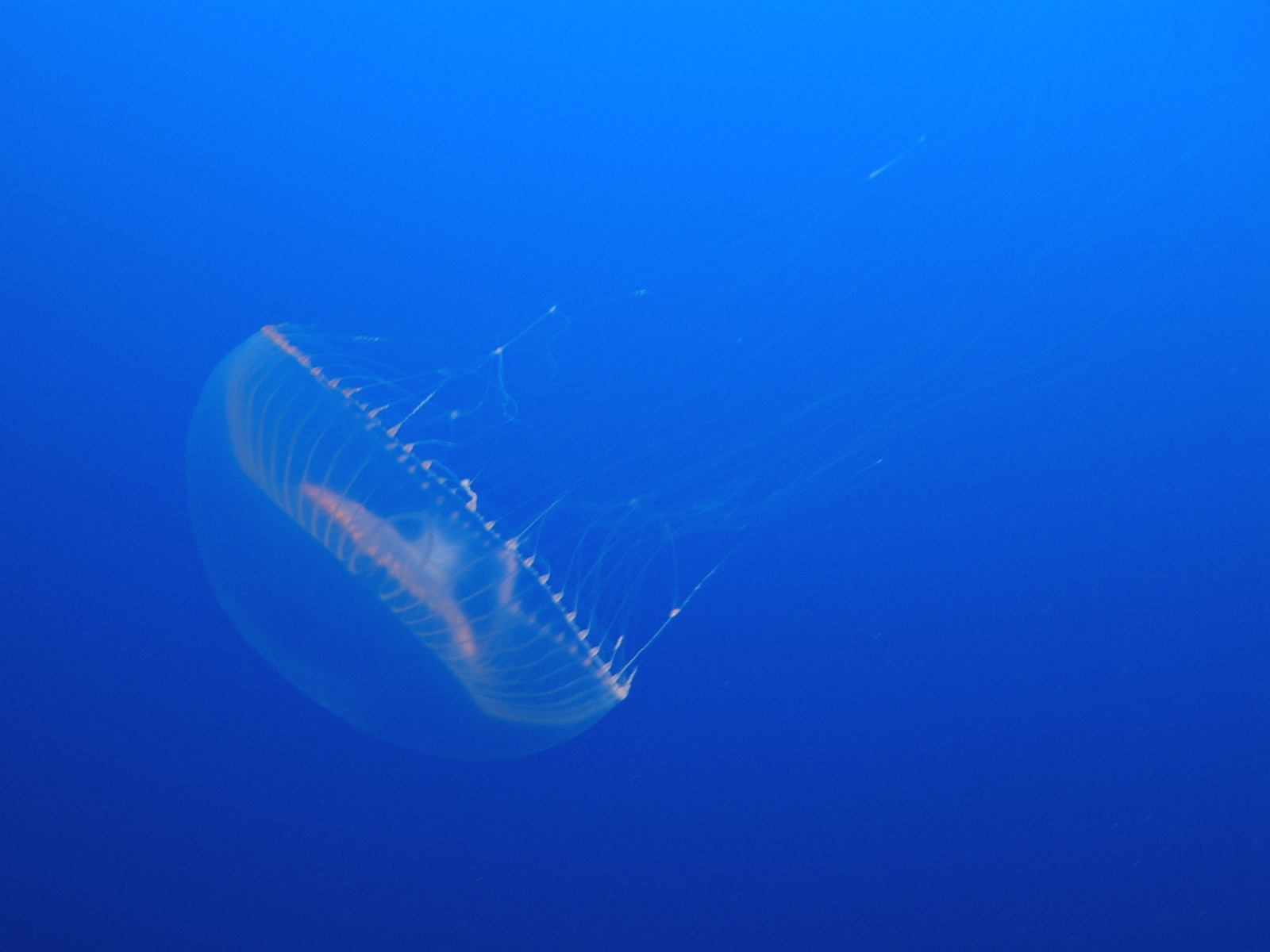
Aequorea victoria

Aequorea victoria ist eine Quallenart aus dem Pazifischen Ozean, die im Bereich der nordamerikanischen Küste von Kalifornien bis Vancouver vorkommt. Sie ernährt sich hauptsächlich von Krebstieren, kann aber auch andere Kammquallen fressen.
Der Durchmesser des Glockenkörpers der Qualle im ausgewachsenen Zustand beträgt je nach Umweltbedingungen und Lebensraum 8 bis 20 cm. Diese Quallenart gehört zur Familie Aequoreidae. Sie wird wie alle ihre Artgenossen hauptsächlich von der Strömung getrieben. Da auch Abfallstoffe, die in den Ozean gelangt sind, mit diesen Strömungen verbreitet werden, sind die Quallen einer erhöhten Schadstoffkonzentration ausgesetzt.
Aequorea victoria haben hell fluoreszierende Punkte um den Seitenrand des Glockenkörpers. Die Bestandteile, die für diese Biolumineszenz benötigt werden, umfassen ein Ca2+-aktiviertes Photoprotein, genannt Aequorin, das ein blaues Licht ausstrahlt. Zusätzlich kann Aequorin über den Förster-Resonanzenergietransfer Energie an das grün fluoreszierende Protein übertragen, welches für ein grünes Leuchten verantwortlich ist. Das Licht wird in der Qualle in mehr als 100 dünnen lichtproduzierenden Organen produziert, die den äußeren Glockenkörper umlagern.

## Aequorea aequorea
Osamu Shimomura, der Entdecker von Aequorin und GFP, bezweifelt, dass Aequorea victoria eine eigene Art ist. Seiner Meinung nach hat der Artname Aequorea aequorea mit der Erstbeschreibung von Forskal 1775 Vorrang. Die Art hat normalerweise eine hohe morphologische Variabilität, sodass die Beschreibung von Aequorea victoria als eigene Art anhand von morphologischen Unterschieden nicht gerechtfertigt ist. Für eine sichere Unterscheidung fehlen genetische Daten.

## Anwendung
Das fluoreszierende Protein aus Aequorea victoria wird vor allem in der Molekularbiologie in vielen Fällen als Reportergen eingesetzt. Die Gene für das grün fluoreszierende Protein (GFP) und das Aequorin sind isoliert und kloniert worden und können dadurch gentechnisch hergestellt werden.
Im Jahr 2008 wurde der Nobelpreis für Chemie für die „Entdeckung und Weiterentwicklung des grün fluoreszierenden Proteins“ an Osamu Shimomura, Martin Chalfie und Roger Tsien verliehen.